# Béja
Béja  (în arabă باجة ) este un oraș  în  Tunisia. Este reședinta  guvernoratului Béja.